# Nokia 5510

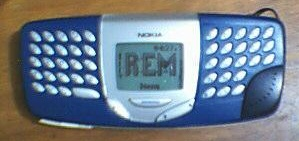
Nokia 5510

Le Nokia 5510 est un téléphone cellulaire créé et développé par Nokia, possédant désormais des fonctions de lecture de fichiers MP3 et AAC. Il possède l'aspect de son prédécesseur, le Nokia 3310, avec un écran noir et blanc de 84x48 pixels et un clavier complet QWERTY.
Il mesure 13,40 × 5,80 × 2,80 cm (au lieu de 11,3 × 4,8 × 2,2 cm).
Son poids est de 155,00 grammes (au lieu de 133 grammes).
Il a été remplacé par le Nokia 3300.

## Fonctions
Le 5510 intègre une mémoire flash d'environ 64 Mo pour stocker de la musique et un port USB pour y transférer de la musique, ainsi qu'une radio FM
Il possède un grand nombre de fonctions présentes dans le 3310 telles que la calculatrice, chronomètre et un réveil. Il inclut aussi les 5 jeux du Nokia 3310: Snake II, Space Impact, Bumper, Bantumi et Pairs II. Par contre, le téléphone intègre une mémoire interne de 64MO.